# 二巯基甲烷
二巯基甲烷（也称为甲二硫醇）是一种化学式为 H2C(SH)2的有机硫化合物，可由甲醛与硫化氫在高压下合成，此反应同时能合成1,3,5-三硫雜環己烷，可以与苯甲酸酐合成二苯甲酸酯。